# Янушевска, Гизела
Гизела Янушевска (нем. Gisela Januszewska, урождённая Rosenfeld, также известная под фамилиями Kuhn и Roda; 1867—1943) — австрийский врач.

## Биография
Родилась 22 января 1867 года в моравской деревне Дрновице, Австро-Венгрия (в настоящее время — Чехия) в семье Леопольда Розенфельда (Leopold Rosenfeld), полицейского и землевладельца еврейского происхождения и была одним из пяти детей; сестра Александра Рода-Рода — австрийского писателя и драматурга.
После окончания частной школы в Брно, она рано вышла замуж за гораздо старше её Йоахима Куна (Joachim Kuhn). Достаточно скоро подала на развод и в течение нескольких лет брак был расторгнут. Переехав в Швейцарию, начала обучение в Цюрихском университете, где 12 апреля 1898 года она получила медицинскую степень еще как Гизела Кун.
Получив свой первый опыт в акушерстве в женской больнице Цюриха, Гизела переехала в июне 1898 года в город Ремшайд Германской империи и стала страховым врачом Allgemeine Ortskrankenkasse. В марте 1899 года она была назначена официальным медиком, чиновником общественного здравоохранения в боснийском городе Баня-Лука, став его первой женщиной-врачом. Во время своей карьеры в Баня-Луке она была одним из немногих врачей, которые стремились обеспечить боснийским мусульманкам надлежащий доступ к медицинской помощи. В этот период времени её руководитель Ладислав Янушевский (Ladislaus Januszewski), старше Гизелы на 20 лет, стал вторым мужем (в 1900 году). После брака Гизела Янушевска оставила свой пост чиновника здравоохранения и работала в Баня-Луке руководителем амбулатории для мусульманских женщин. Также занималась медицинской практикой — выполняла незначительные операции и получила известность, леча пациентов с оспой, тифом, брюшным тифом и сифилисом, но больше всего уделяя время страдающим остеомаляцией, широко распространённой  в то время в Боснии среди мусульманских женщин.
После отставки Ладислава Янушевского и выхода его на пенсию, они переехали в австрийский Грац. Здесь незадолго до начала Первой мировой войны Гизела поступила в Университет Граца и начала учиться в докторантуре. Овдовев в 1916 году, поступила в военно-медицинский корпус, став единственным врачом среди военного командования. За свои заслуги в годы Первой мировой войны Янушевска получила ряд наград, в том числе немецкий орден Красного Креста и австрийский орден «За гражданские заслуги». После окончания войны, в 1919 году, она открыла собственную практику в Граце и до 1933 года она работала врачом-консультантом в Ассоциации медицинского страхования Штирии и Каринтии.
К концу 1935 года Янушевска прекратила свою практику, но продолжила социальную деятельность. В 1937 году была награждена рыцарским крестом австрийского «Ордена за заслуги». Она была уважаемым медиком за свою социальную ответственность к профессии и стала вторым австрийским врачом, удостоенным официального звания Medizinalrat  за выдающийся вклад в медицину. Но после аншлюса Гизела Янушевска стала жертвой нацистского режима: её квартира в Граце была конфискована в 1940 году, она была вынуждена переехать в Вену, откуда ее депортировали в концлагерь Терезинштадт. Там она и умерла 2 марта 1943 года.
Её именем названа одна из улиц города Баня-Лука.